# Chenan
Chenan o Kenan è un personaggio biblico antidiluviano, terzo discendente diretto di Adamo ed Eva, figlio primogenito di Enos e padre di Maalaleel.

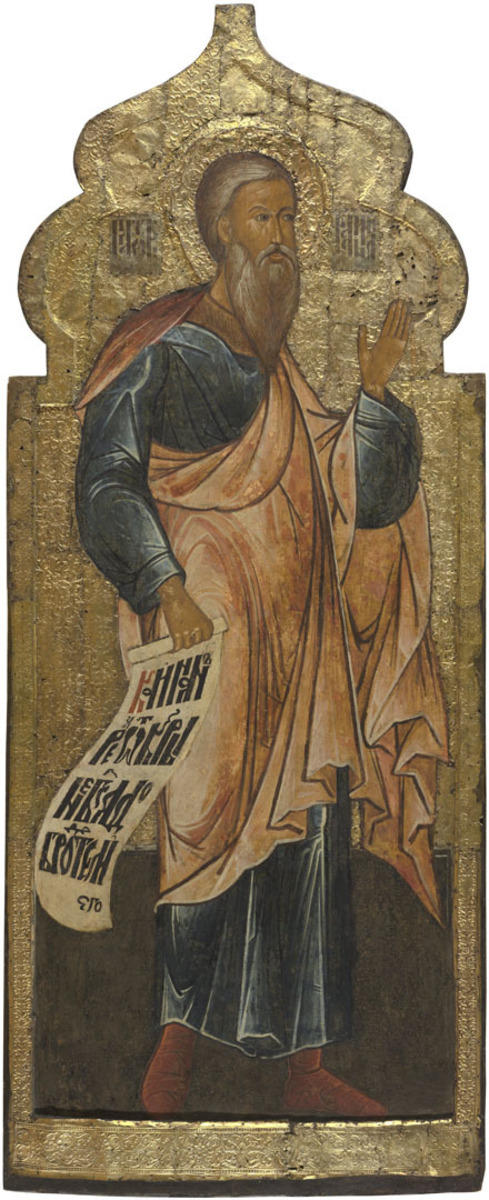

È citato nel Libro della Genesi. Nella versione greca dei LXX, nella letteratura giudaica e nel vangelo di Luca compare anche un omonimo patriarca post-diluviano Cainam, figlio di Arpacsad e padre di Sala.

## Biografia
Fu generato da Enos quando questi aveva 90 anni. A sua volta Chenan generò Maalaleel quando aveva 70 anni e visse per altri 840 anni generando altri figli e figlie.
Morì all'età di 910 anni.